# Benito Pérez Galdós

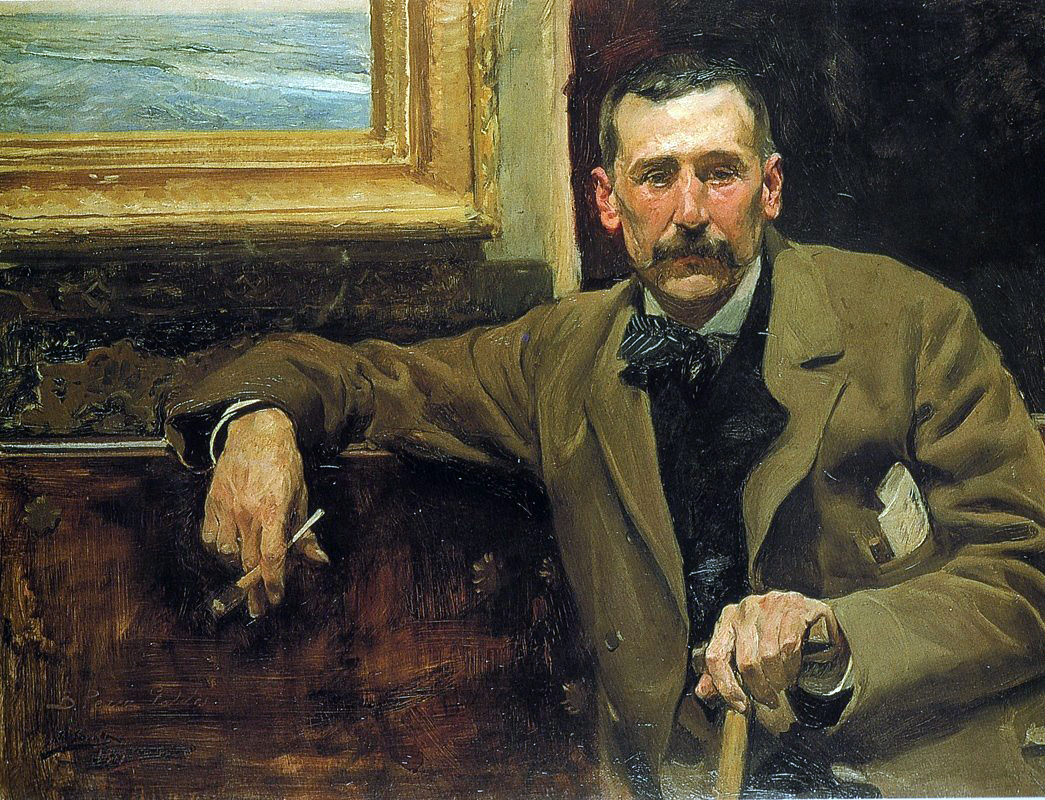
Benito Pérez Galdós

Benito Pérez Galdós (* 10. Mai 1843 in Las Palmas de Gran Canaria; † 4. Januar 1920 in Madrid) war ein spanischer Schriftsteller, einer der bedeutendsten spanischsprachigen Vertreter des realistischen Romans. Schon wegen seiner enormen literarischen Produktion wird er oft mit Balzac und Dickens verglichen.

## Leben

### Kindheit
Benito Pérez Galdós wurde als jüngstes von zehn Kindern von Sebastián Pérez y Macías, Oberstleutnant des Heeres, und von María Dolores Josefa Galdós y Medina (die bei der Geburt schon 43 Jahre alt war) geboren. Sein Großvater, Domingo Galdós y Alcorta, war Sekretär der Inquisition, sein Onkel Domingo ein Priester, der auch eine Chronik über seine Erfahrungen im Feldzug gegen Napoleon Bonaparte 1809 schrieb; ein Bruder von Galdós wurde später Capitán General de las Islas Canarias. Benito verbrachte seine Kindheit in Las Palmas, wo er das Colegio de San Agustín besuchte. Er war ein frühreifes Kind, konnte mit vier Jahren lesen und schrieb mit sechs erste Gedichte; er gewann auch einen Malereiwettbewerb und stellt seine Werke in Las Palmas aus.

### Jugend
Da 1862 auf den Kanaren die Universitäten geschlossen wurden, ging er mit 19 Jahren nach Madrid und begann dort ein Studium der Rechtswissenschaft. Er betrieb das Studium aber nicht sehr ernsthaft und flanierte lieber durch Straßen und Cafés, besuchte das Theater und schrieb erste romantische Dramen. Während des Studiums lernte er Francisco Giner de los Ríos, den Gründer der Institución Libre de Enseñanza, kennen, der ihn zum Schreiben animierte und ihn für die philosophische Lehre des Krausismo interessierte. Am 10. April 1865 erlebte er die Niederschlagung der Studentenaufstände in der so genannten „Noche de San Daniel“, die ihn politisch prägte. Ein Jahr später schockierte ihn die Erschießung aufständischer Unteroffiziere (Sargentos de San Gil), die ebenfalls entscheidend für seine politische Einstellung werden sollte. Von da an verabscheute er die Todesstrafe, den Bürgerkrieg und die schlechte Regierung. Er besuchte das Ateneo de Madrid, wo er die Bibliothek benutzte und Vorträge hörte. Diese Institution war bekannt für ihren Geist der Toleranz. Seine Familie wollte ihn vom Flanieren und seinen vielen Liebesabenteuern abhalten und nahm ihn 1867 mit zur Weltausstellung von Paris. Dort besuchte er Museen und lernte Balzacs Romane kennen. Er übersetzte auch Charles Dickens’ Pickwick Papers ins Spanische. Er selbst begann 1867 seinen ersten Roman, La Fontana de Oro, zu schreiben; dies ist der Beginn des modernen Romans in Spanien. 1868, in einem für die Geschichte Spaniens so bedeutenden Schlüsseljahr, kam Galdós nach Spanien zurück, wo die Septemberrevolution ausbrach, die er enthusiastisch begrüßte. Im Jahr darauf wurde er ohne Abschluss von seinem Jurastudium exmatrikuliert.

### Journalistische Tätigkeit
Zu diesem Zeitpunkt erschienen seine ersten Artikel in Zeitungen und Zeitschriften zu den turbulenten politischen Ereignissen im Spanien der 1860er Jahre. Ab 1869 schrieb Galdós für die Zeitung Las Cortes Parlamentsberichte, 1870/71 für El Debate, 1871/72 in der Revista de España über Innenpolitik. Erst 1875 widmete er sich voll dem literarischen Schreiben und beendete seine journalistischen Beiträge.

### Arbeit an denEpisodios Nacionales
In den frühen 1870er Jahren begann Galdós an den Episodios nacionales zu schreiben, einem auf 50 Bände angelegten monumentalen Erzählwerk über die zeitgenössische spanische Geschichte. Galdós zog sich dafür ganz aus dem öffentlichen Leben zurück. Er litt stark an Überarbeitung und Migräne, denn er musste alle drei Monate eine „Episode“ abgeben.

### Liebesbeziehungen

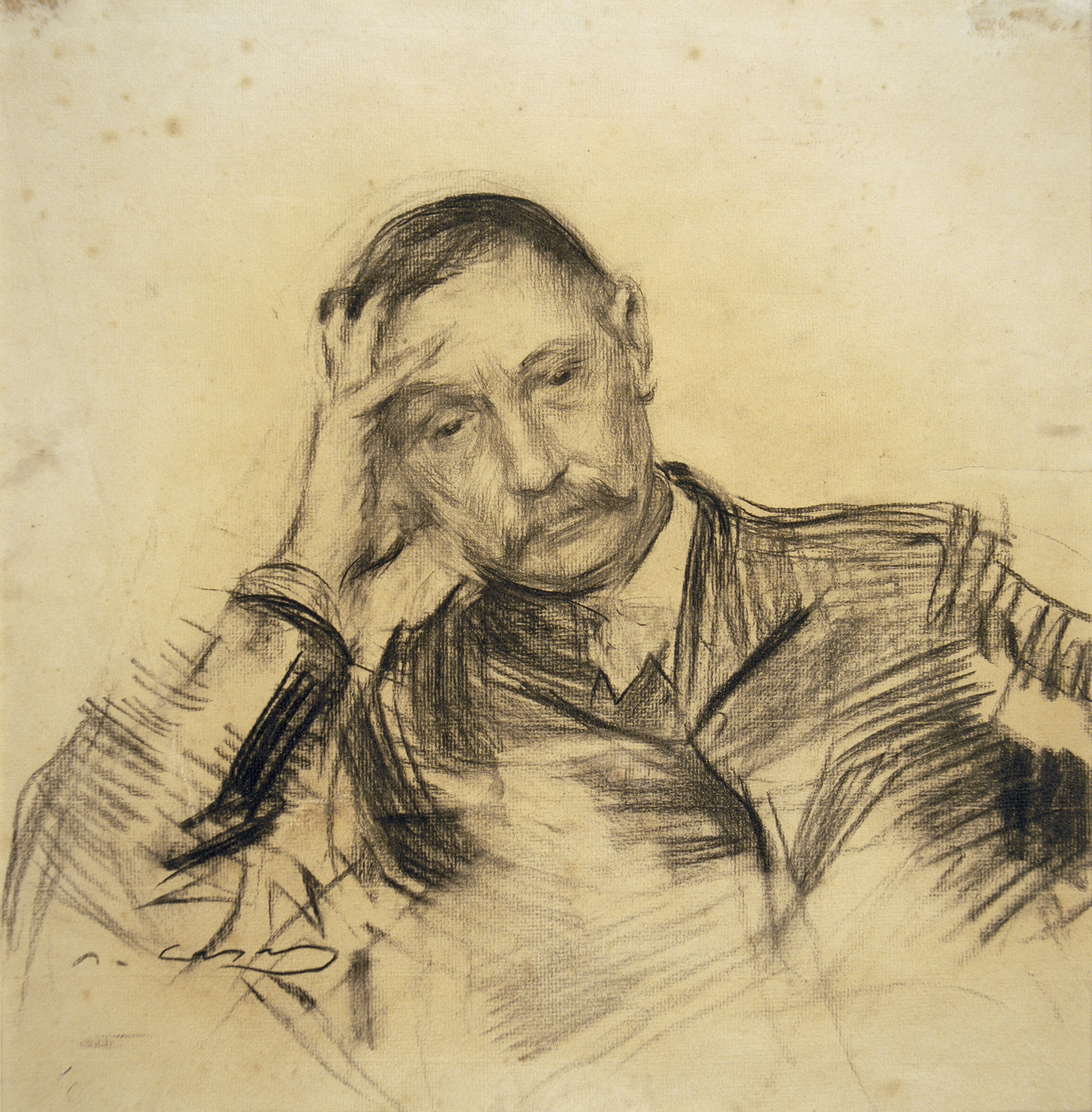
Benito Pérez Galdós vom Ramon Casas (MNAC).

Benito Pérez Galdós lebte als Junggeselle im Haushalt seiner verheirateten Schwester Carmen. Frauenaffären hatte er viele, nur keine festen Beziehungen. Interessant ist zum Beispiel seine Liebesbeziehung zu Emilia Pardo Bazán, die etwa von 1881 bis 1892 dauerte, aber für die Öffentlichkeit geheim blieb. Sie entwickelte sich zunächst als Meister-Schülerin-Beziehung und wurde zwischendurch ziemlich leidenschaftlich. Davon sind Teile der Korrespondenz erhalten und publiziert, die auf gemeinsame Reisen durch Deutschland hinweisen. Eine ebenfalls folgenschwere länger dauernde Beziehung ging Galdós mit Concha-Ruth Morell ein, einer Schauspielerin, der er eine Rolle in seinem Drama Realidad (1892) gab. Auch diese Beziehung, auf die Pardo Bazán sehr eifersüchtig war, dauerte mehrere Jahre (Galdós zahlte ihr eine Wohnung in Santander) und findet ihre Widerspiegelung im Roman Tristana, wo die Briefe der jungen Schauspielerin teilweise im Wortlaut zitiert werden. Concha konvertierte dann zum Judentum; sie starb 1906 an Tuberkulose.

### Beziehung zur Musik
Galdós war auch ein großer Musikliebhaber. 1878 lernte er Klavierspielen, in vielen seiner Werke findet sich der Einfluss seines Lieblingskomponisten Ludwig van Beethoven, dessen symphonische Strukturen literarisch nachempfunden wurden.

### Reisen

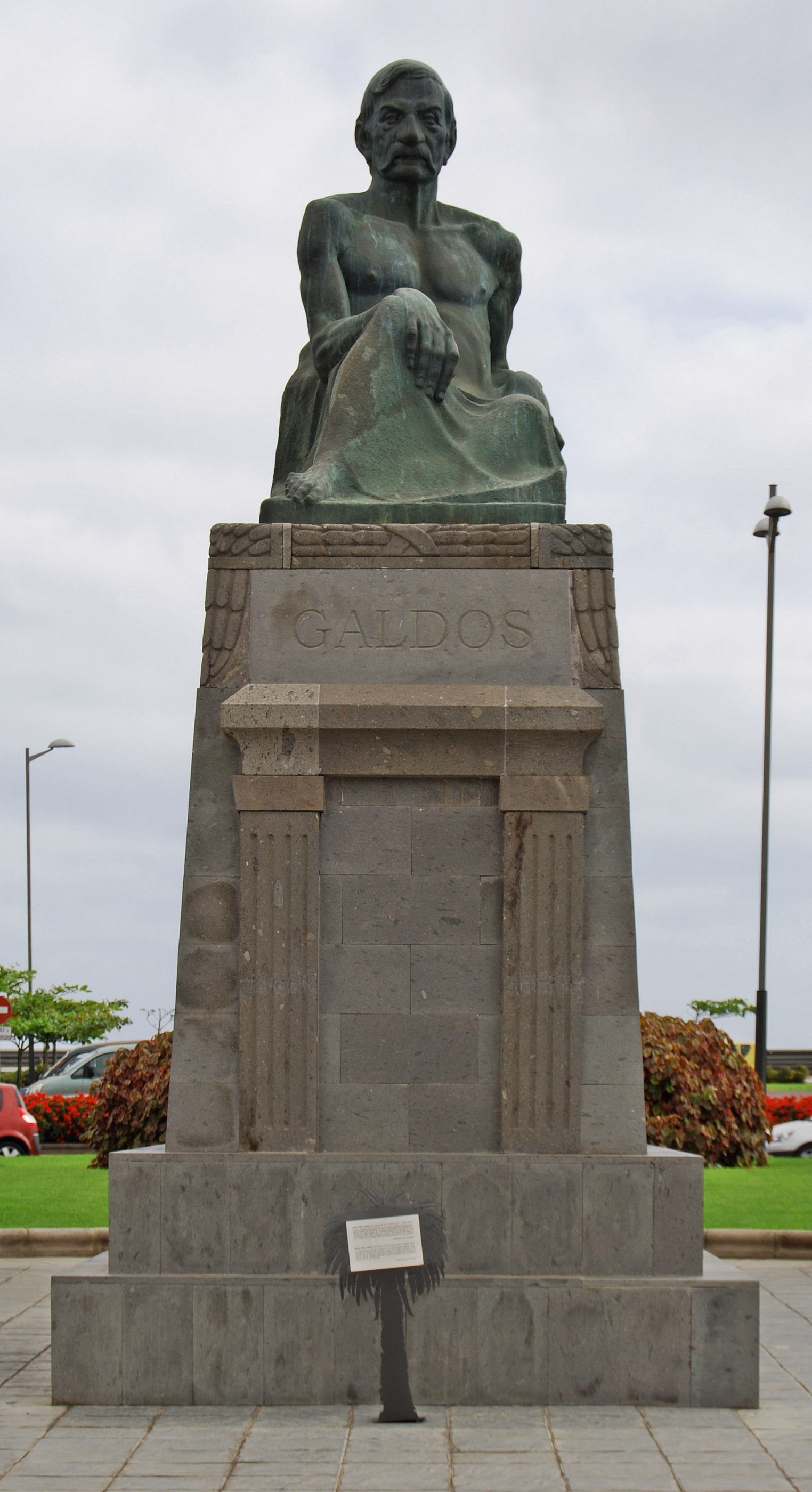
Denkmal von Benito Pérez Galdós

1883 unternahm Galdós seine erste Reise nach England zu seinem Freund José Alcalá Galiano, mit dem er 1886 auch eine längere Reise durch England, Holland, Deutschland und Dänemark unternahm und 1887 eine Reise nach Italien. Diese Reisen fanden später zum Beispiel ihre literarische Widerspiegelung in „La de los tristes destinos“, in der eine detaillierte Beschreibung von London vorkommt. Er gelangte von Portugal (wohin er 1885 zusammen mit José María de Pereda reiste) über Frankreich (wo er die Weltausstellung von 1888 besuchte) bis zum Baltikum, von England bis Italien. In seinen Reiseerinnerungen kommt Galdós' Liebe zu einfachen Menschen zum Ausdruck, dagegen übte er scharfe Kritik an von ihm als ungerecht empfundenen politischen Systemen wie dem englischen Imperialismus und dem Bismarck-Reich. Schon seit 1887 sagte er die Russische Revolution voraus und prophezeite auch die Zunahme militärischer Eigendynamik in Europa. Interessanterweise findet sich wenig Niederschlag dieser Auslandserfahrungen in seinen Romanen, sehr wohl aber in den Memoiren. Die Sommermonate verbrachte Galdós immer in Kantabrien, wo er sich schließlich 1892 ein Haus bauen ließ.

### Politische Aktivitäten
Benito Pérez Galdós betätigte sich auch politisch und wurde 1886 Abgeordneter der Liberalen Partei in den Cortes, dem spanischen Parlament. 1886 wurde er von Sagasta zum Abgeordneten in den Cortes für Guayama auf Puerto Rico auf einer progressiv-liberalen Liste nominiert; das erlaubte Galdós wichtige Milieustudien in Politikerkreisen. Mehr als Sagasta lobte er jedoch Cánovas und Castelar als besonnene Politiker. Er verabscheute Gewalt zur Erreichung politischer Ziele und trat stets für Mäßigung ein. Er speiste mit der Königinmutter María Cristina und sprach sich doch für die Republik aus.
1907 wurde er Abgeordneter für Madrid in einer Partei, in der er durch seinen Ruf alle antimonarchistischen, republikanischen Strömungen und die sozialistische Partei vereinen sollte. In späteren Jahren neigte er sich mehr der sozialistischen Partei zu und war mit Pablo Iglesias Posse, dem Gründer der PSOE, befreundet.

### Ehrungen
1897 wurde Galdós, nachdem er zuvor abgelehnt worden war, Mitglied der Real Academia Española. 1904 wurde er für den Nobelpreis vorgeschlagen, was jedoch durch Intrigen vereitelt wurde; der eher zweitrangige Dramatiker José Echegaray erhielt ihn schließlich in diesem Jahr gemeinsam mit Frédéric Mistral.

### Familie
1891 wurde Galdós’ einzige Tochter María geboren, die aus einer Verbindung mit Lorenza Cobián hervorging, einer einfachen Frau aus dem Volk. Er kümmerte sich immer um Mutter und Tochter, bezahlte ihren Lebensunterhalt und schrieb „väterliche“ Briefe an María, vor allem nach dem tragischen Tod von Lorenza, die an Paranoia litt und sich 1906 das Leben nahm. Sie wollte sich zunächst vor einen Zug werfen, wurde von der Polizei „gerettet“, erhängte sich dann aber in ihrer Zelle, in die man sie gebracht hatte, ohne psychiatrische oder medizinische Betreuung. Die Tochter heiratete 1910 Juan Verde, mit dem sie zwei Kinder bekam.

### Letzte Jahre
1910 konnte Galdós zum letzten Mal selbst ein Werk schreiben („España trágica“), denn er litt am Grauen Star und verlor zusehends sein Augenlicht. Später musste er einen Sekretär beschäftigen, Pablo Nougués. 1911 wurde er zwar operiert, aber ohne Erfolg. Mit der Blindheit lässt sich auch eine Veränderung in Galdós’ Stil bemerken: Seine Sätze werden kürzer, prägnanter, das Tempo rascher.
1919 wurde eine vom Bildhauer Victorio Macho angefertigte Galdós-Statue im Retiro-Park in Madrid enthüllt. Der Schriftsteller wohnte der Zeremonie stumm bei. Am 4. Januar 1920 starb er in Madrid in ökonomisch schwierigen Verhältnissen.

## Werk
In seinem literarischen Schaffen ragen das dramatische Werk und die Romane hervor. In ihnen wird häufig ein Liebeskonflikt historisch-politisch oder auch religiös vertieft. Pérez Galdós gilt als einer der wichtigsten europäischen Vertreter des realistischen Romans. Er schuf bedeutende Romanfiguren wie Marianela, Fortunata oder Tristana. Die Figuren zeigen eine starke psychologische Durchdringung, gelegentlich mit satirischer Zuspitzung. Häufige Themen sind die Konflikte zwischen hohem Anspruch und menschlichen Schwächen, zwischen Ideal und Realität sowie die Kritik der Dekadenz eines längst verfallenen Weltreichs.
In den frühen Werken treffen fiktive Figuren auf historische, die auf umfangreichem Quellenstudium beruhen. Wie bei Balzac treten bei Pérez Galdós manche Figuren in mehreren Werken auf. Manche Werke wie Nazarín oder Misericordia erinnern an Dostojewski. Der umfangreichste Teil seines Gesamtwerks sind die Episodios Nacionales, ein aus 46 Bänden bestehender, unvollendet gebliebener Abriss der spanischen Geschichte, der beinahe das komplette 19. Jahrhundert umfasst, mit der Schlacht von Trafalgar 1805 beginnt und mit dem Tod Antonio Cánovas del Castillo 1897 endet.
Pérez Galdós' Gesamtwerk ist geprägt von einem ethisch begründeten Spiritualismus. Seine liberalen und antiklerikalen Ideen kommen vor allem in den zeitgenössischen Romanen zum Vorschein. Seine frühere pädagogisch-volkserzieherische Neigung hat er in seinen späteren Romanen erfolgreich überwunden.

## Romane

### Frühwerk
- La Fontana de Oro. geschrieben 1867/68 (unter dem Eindruck der revolutionären Ereignisse), erschienen 1870 beim Verleger Nogueras in Madrid
- La sombra. 1870.
- El audaz: Historia de un radical de antaño. 1871.

### Novelas contemporáneas
- Doña Perfecta. 1876. (deutsch 1886)
- Gloria. 1877.
- Marianela. 1878.
- La familia de León Roch. 1878.
- La desheredada. 1881.
- El amigo Manso. 1882. (deutsch 1964 im Manesse Verlag)
- El doctor Centeno. 1883.
- Tormento. 1884.
- La de Bringas. 1884.
- Lo prohibido. 1884/85
- Fortunata y Jacinta. 1886–1887. (deutsch 1961)
- Miau. 1888. (deutsch 1960 Suhrkamp)
- La incógnita. 1889.
- Realidad. 1889.

### Torquemada-Zyklus (1889–95)
- Torquemada en la hoguera. 1889.
- Torquemada en la Cruz. 1893.
- Torquemada en el Purgatorio. 1894.
- Torquemada y San Pedro. 1895.

### Spiritualistische Romane (1890er Jahre)
- Ángel Guerra. 1890/91
- Tristana. 1892.
- La loca de la casa. 1892.
- Nazarín. 1895.
- Halma. 1895.
- Misericordia. 1897. (deutsch 1961)

### Letzte Schaffensphase (Mischformen zwischen Roman und Drama)
- El abuelo, novela en cinco jornadas. 1897.
- Casandra, novela en cinco jornadas. 1905.
- El caballero encantado, historia tan verdadera como inverosímil. 1909.
- La razón de la sinrazón. Fábula teatral absolutamente inverosímil. 1915.

### Episodios nacionales

#### Erste Serie (1873–1875)
- Trafalgar.
- La Corte de Carlos IV.
- El 19 de Marzo y el 2 de Mayo.
- Bailén.
- Napoleón en Chamartín.
- Zaragoza.
- Gerona.
- Cádiz.
- Juan Martín El Empecinado.
- La Batalla de los Arapiles.

#### Zweite Serie (1875–1879)
- El equipaje del Rey José.
- Memorias de un cortesano de 1815.
- La Segunda Casaca.
- El Grande Oriente.
- 7 de Julio.
- Los Cien Mil Hijos de San Luis.
- El Terror de 1824.
- Un voluntario realista.
- Los Apostólicos.
- Un faccioso más y algunos frailes menos.

#### Dritte Serie (1898–1900)
- Zumalacárregui.
- Mendizábal.
- De Oñate a La Granja.
- Luchana
- La campaña del Maestrazgo. (deutsch 1902 als Der Roman einer Nonne)
- La estafeta romántica.
- Vergara.
- Montes de Oca.
- Los Ayacuchos.
- Bodas reales.

#### Vierte Serie (1902–1907)
- Las tormentas del 48.
- Narváez.
- Los duendes de la camarilla.
- La Revolución de Julio.
- O'Donnell.
- Aita Tettauen.
- Carlos VI en la Rápita.
- La vuelta al mundo en la Numancia.
- Prim.
- La de los tristes destinos.

#### Fünfte Serie (1908–1912)
- España sin Rey
- España trágica
- Amadeo I
- La Primera República
- De Cartago a Sagunto
- Cánovas

### Theater
- Realidad (1892)
- La loca de la casa (1893)
- Gerona (1893)
- La de San Quintín (1894)
- Los condenados (1894)
- Voluntad (1895)
- Doña Perfecta (1896)
- La fiera (1896)
- Electra (1901)
- Alma y vida (1902)
- Mariucha (1903)
- El abuelo (1904)
- Bárbara (1905)
- Amor y Ciencia (1905)
- Pedro Minio (1908)
- Zaragoza (1908)
- Casandra (1910)
- Celia en los infiernos (1913)
- Alceste (1914)
- Sor Simona (1915)
- El tacaño Salomón (1916)
- Santa Juana de Castilla (1918)
- Antón Caballero (1921, postum von den Brüdern Álvarez Quintero fertiggestellt)
- Un joven de provecho (nie aufgeführt)

## Übersetzungen ins Deutsche
- Gloria. Aus dem Spanischen übersetzt von August Hartmann. Schleiermacher, Berlin 1880.
- Trafalgar. Aus dem Spanischen übersetzt von Konrad Hauptmann. Paul List, Leipzig 1943
- Miau. Aus dem Spanischen von Wilhelm Muster. Suhrkamp Verlag, Frankfurt am Main 1960.
- Fortunata und Jacinta. Aus dem Spanischen übersetzt von Kurt Kuhn. Nachwort von Arnald Steiger. Manesse Verlag, Zürich 1961.
- Amigo Manso. Roman. Aus dem Spanischen übersetzt von Kurt Kuhn. Manesse Verlag, Zürich 1964. 528 S.
- Doña Perfecta. Aus dem Spanischen von Egon Hartmann. Aufbau-Verlag, Berlin / Weimar 1974. (dass.: Augsburg: Weltbild, 2004ff., ISBN 3-8289-7687-5)
- Amigo Manso. Deutsch von Wilhelm Plackmeyer. Mit einem Nachwort von Frank Koten. Aufbau-Verlag, Berlin / Weimar 1983.
- Tristana. (= Bibliothek Suhrkamp. 1013). Aus dem Spanischen übersetzt und mit einem Nachwort versehen von Erna Pfeiffer. Suhrkamp-Verlag, Frankfurt am Main 1989, ISBN 3-518-22013-6.
- Trafalgar / Die Abenteuer der Pepita González. Zwei historische Romane in einem Band. Ins Deutsche übertragen von Renate Kunze und Werner Siebenhaar. Bastei-Verlag Lübbe, Bergisch Gladbach 1997, ISBN 3-404-13858-9.
- Der Aufstand von Madrid / Bailén. Zwei historische Romane in einem Band. Aus dem Spanischen ins Deutsche übertragen von Werner Siebenhaar. Mit einem Nachwort von Barbara Röhl. Bastei-Verlag Lübbe, Bergisch Gladbach 1997, ISBN 3-404-13904-6.
- Napoleon in Chamartín / Zaragoza. Zwei historische Romane. Aus dem Spanischen übertragen von Werner Siebenhaar. Bastei-Verlag Lübbe, Bergisch Gladbach 1998, ISBN 3-404-14138-5.
- Die Belagerung von Gerona / Cádiz. Zwei historische Romane. Aus dem Spanischen von Werner Siebenhaar. Bastei-Verlag Lübbe, Bergisch Gladbach 1999, ISBN 3-404-14201-2.
- Juan Martín / Die Schlacht bei den Arapiles-Hügeln. Zwei historische Romane. Aus dem Spanischen von Werner Siebenhaar. Bastei-Verlag Lübbe, Bergisch Gladbach 1999, ISBN 3-404-14230-6.
- Marianela. Ins Deutsche übertragen von Gertraud Strohm-Katzer und Carmen Wurm. Mit einem Nachwort von María-Paz Jáñez. Deutscher Taschenbuch Verlag, München 2000, ISBN 3-423-12798-8.
- Nazarín. Aus dem Spanischen übersetzt und mit einem Nachwort versehen von Ralf Peters. BoD, Norderstedt 2012, ISBN 978-3-8482-3128-7.

## Verfilmungen
- 1925: El abuelo – Regie: José Buchs (Stummfilm)
- 1926: La loca de la casa – Regie: Luis R. Alonso (Stummfilm)
- 1950: La loca de la casa - Regie: Juan Bustillo Oro
- 1950: Doña Perfecta – Regie: Alejandro Galindo
- 1940: Marianela – Regie: Benito Perojo
- 1953: Misericordia – Regie: Zacarías Gómez Urquiza
- 1954: El abuelo – Regie: Román Viñoly Barreto
- 1955: Marianela – Regie: Julio Porter
- 1955: La mujer ajena (nach „Realidad“) – Regie: Juan Bustillo Oro
- 1957/58: Nazarín – Regie: Luis Buñuel
- 1969: Fortunata y Jacinta – Regie: Angelino Fons
- 1970: Tristana – Regie: Luis Buñuel
- 1972: Misericordia – Regie: José Luis Alonso
- 1972: Der Zweifel (La duda) (nach „El abuelo“) – Regie: Rafael Gil
- 1972: Marianela – Regie: Angelino Fons
- 1974: Tormento – Regie: Pedro Olea
- 1977: Doña Perfecta – Regie: César Fernández Ardavín
- 1979: Fortunata y Jacinta – Regie: Mario Camus
- 1998: El abuelo – Regie: José Luis Garci

## Das Museumhaus Pérez Galdós
Das Museumhaus Pérez Galdós (spanisch Casa-Museo Pérez Galdós) befindet sich im Viertel Triana, im Zentrum von Las Palmas de Gran Canaria. Das Haus, in dem Galdós geboren wurde und aufwuchs, wurde 1954 von Cabildo de Gran Canaria erworben und eingerichtet und am 9. Juli 1960 von María Pérez Galdós Cobián, der Tochter des Schriftstellers, eingeweiht.
Im Museum sind Exponate von Dokumenten (Briefe, Manuskripte …), Möbeln, Musikinstrumenten, Gemälden und Fotos, die sowohl dem Schriftsteller als auch seiner Familie gehörten, ausgestellt.
Die Aufgabe des Museums ist die Erhaltung, Erforschung und Verbreitung des Vermächtnisses von Benito Pérez Galdós. Zu diesem Zweck hat die Leitung des Haus-Museums elf internationale Kongresse, zahlreiche Konferenzen und Ausstellungen sowie Schulbesuche organisiert und ein redaktionelles Konzept mit mehreren eigenen Sammlungen entwickelt. Ebenso verfügt das Museum über eine eigene Bibliothek mit zahlreichen Werken von Galdós in verschiedenen Sprachen sowie die komplette Sammlung des Autors im ePub-Format auf Spanisch und einen virtuellen Rundgang.